# 왕유릉타
왕유릉타(王有㥄陀, ?~?)는 백제의 의박사이다. 554년, 일본에 파견되어 반량풍, 정유타와 함께 일본에 본초학을 전해줬다.